# Marek Janowski

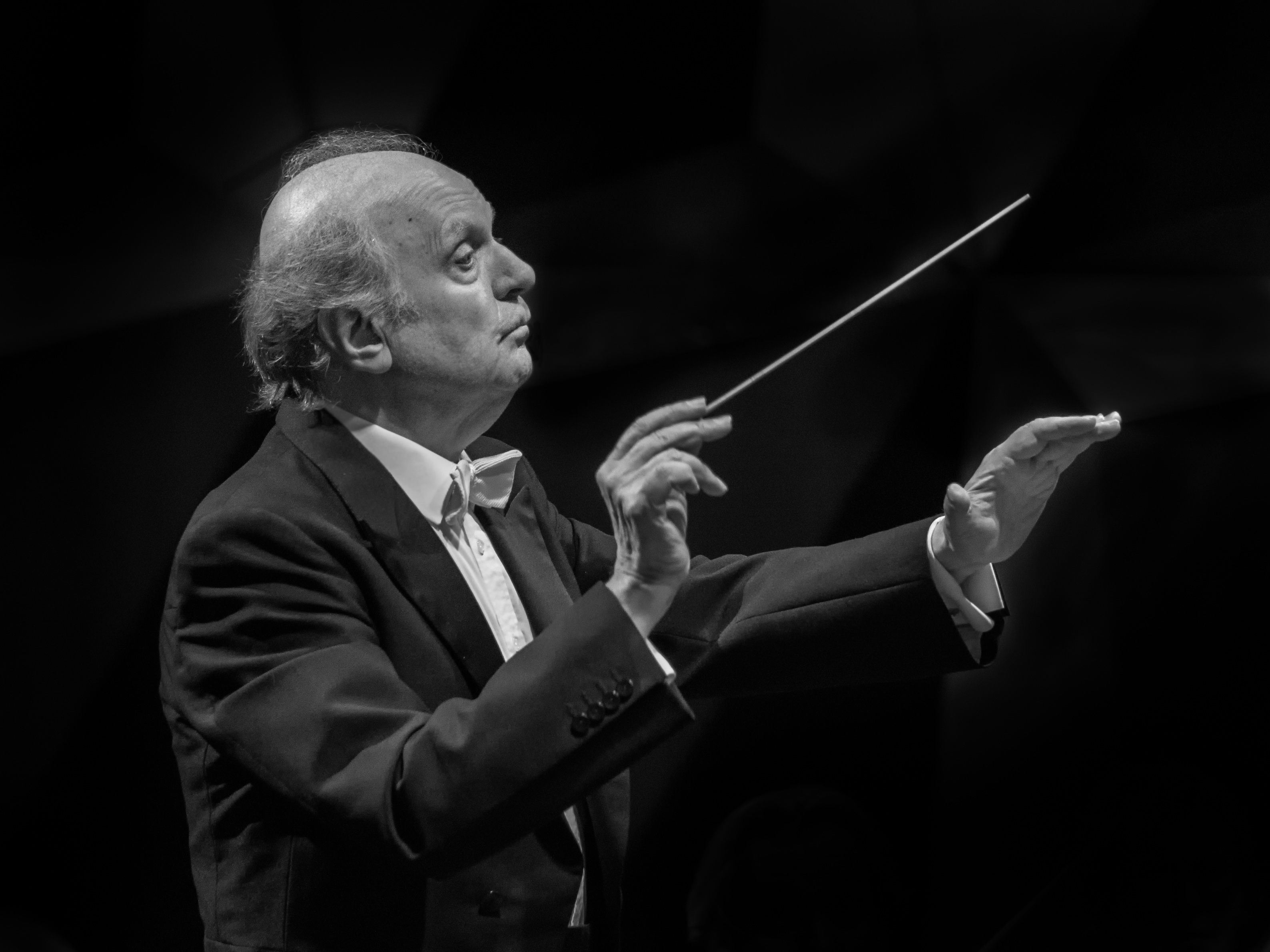
Marek Janowski (2016)

Marek Janowski (nascido em 18 de fevereiro de 1939 em Varsóvia) é um maestro alemão nascido na Polônia.
Janowski cresceu em Wuppertal, perto de Colônia, depois que sua mãe viajou para lá no início da Segunda Guerra Mundial para ficar com seus pais. Seu pai desapareceu na Polônia durante a guerra.
Janowski atuou como diretor musical em Friburgo e na Ópera de Dortmund, dirigindo o Dortmunder Philharmoniker, este último de 1973 a 1979. De 1983 a 1987, ele foi o maestro principal da Orquestra Filarmônica Real de Liverpool. Ele serviu como Kapellmeister da Orquestra Gürzenich em Colônia, de 1986 a 1990. Antes, em 1984, tornou-se diretor musical da Orquestra Filarmônica da Radio France (então chamada Nouvel Orchester Philharmonique) em Paris, cargo que ocupou até 2000. De 2000 a 2009, Janowski atuou como Maestro Principal da Orquestra Filarmônica de Monte-Carlo. Foi também Maestro Principal da Filarmônica de Dresden de 2001 a 2004.
De 2002 a 2016, Janowski foi o maestro-chefe da Orquestra Sinfônica da Rádio de Berlim, inicialmente com um contrato vitalício com a orquestra na época. Na temporada 2005/06, Janowski iniciou seu mandato como diretor artístico e musical da Orchester de la Suisse Romande (OSR), com um contrato inicial de cinco anos. Em setembro de 2008, seu contrato com a OSR foi estendido para 2015. No entanto, em janeiro de 2010, em uma alteração na prorrogação do contrato de setembro de 2008, Janowski e a OSR concordaram mutuamente na conclusão programada de sua diretoria da OSR após a temporada 2011-2012.
Janowski atuou como maestro chefe da Filarmônica de Dresden de 2001 a 2003. Em setembro de 2018, a Filarmônica de Dresden anunciou a renomeação de Janowski como seu maestro chefe, efetivo na temporada 2019-2020, com um contrato inicial de três temporadas.
Nos EUA, a partir de 2005, Janowski atuou como um dos maestros em um "triunvirato" de liderança de maestros da Pittsburgh Symphony Orchestra (PSO), com Sir Andrew Davis e Yan Pascal Tortelier, fornecendo orientação artística para a orquestra na ausência. de um único diretor musical. Este acordo terminou em 2008 após a adesão de Manfred Honeck como diretor musical do PSO. Janowski agora ocupa a cadeira de condutor convidado Otto Klemperer junto à PSO. Ele gravou as quatro sinfonias de Johannes Brahms com o PSO.
Janowski fez várias gravações operísticas, incluindo a primeira gravação digital do Der Ring de Richard Wagner entre 1980 e 1983 para a RCA, com a Staatskapelle Dresden. Ele e a orquestra fizeram as primeiras gravações de Die schweigsame Frau de Richard Strauss, em 1976 para a EMI, e de Euryanthe por Carl Maria von Weber, em 1974 para a EMI, com Jessye Norman e Nicolai Gedda cantando os papéis principais. Outra primeira gravação operística foi de The Devils of Loudun, de Krzysztof Penderecki, com a Ópera Estatal de Hamburgo, logo após ele liderar a estréia mundial da obra em 1969.

## Discografia
- Hindemith - Orchestral Works. WDR Symphony Orchestra Cologne. PENTATONE PTC 5186672 (2018).
- Engelbert Humperdinck - Hänsel und Gretel. Ricarda Merbeth, Albert Dohmen, Christian Elsner, Katrin Wundsam, Alexandra Hutton, Annika Gerhards, Alexandra Steiner, Rundfunk-Sinfonieorchester Berlin, Kinderchor Staatsoper Berlin. PENTATONE PTC 5186605 (2017).
- Beethoven - Missa Solemnis. Regine Hangler, Clementine Margaine, Christian Elsner, Franz-Josef Selig, Rundfunk-Sinfonieorchester Berlin, MDR Rundfunkchor. PENTATONE PTC 5186565 (2017).
- Richard Wagner - Der Ring des Nibelungen (completo).  Marek Janowski, Tomasz Konieczny, Christian Elsner, Iris Vermillion, Jochen Schmeckenbecher, Matti Salminen, Petra Lang, Stephen Gould, Robert Dean Smith, Melanie Diener, Lance Ryan Clinker, Kismara Pessatti, Katharina Kammerloher, Julia Borchert, Markus Brück, Marina Prudenskaya, Violeta Urmana, Edith Haller, Fionnuala McCarthy, Anja Fidelia Ulrich, Rundfunk-Sinfonieorchester Berlin, Rundfunkchor Berlin. PENTATONE PTC 5186581 (2016)
- Richard Wagner - Overtures, Preludes and Orchestral Excerpts. Marek Janowski, Rundfunk-Sinfonieorchester Berlin. PENTATONE PTC 5186551(2016).
- Franz Schubert Lieder, orquestrado por Max Reger & Anton Webern. Christian Elsner, Marek Janowski, Rundfunk-Sinfonieorchester Berlin. PENTATONE PTC 5186394 (2015).
- Bruckner - The Symphonies. Marek Janowski, Orchestre de la Suisse Romande, Rundfunkchor Berlin. PENTATONE PTC 5186520 (2015).
- Richard Strauss - Symphonia Domestica & Die Tageszeiten para coro masculino e orquestra. Marek Janowski, Rundfunk-Sinfonieorchester Berlin, Rundfunkchor Berlin. PENTATONE PTC 5186507 (2015).
- Richard Wagner – The Operas. Marek Janowski, Matti Salminen, Ricarda Merbeth, Robert Dean Smith, Silvia Hablowetz, Steve Davislim, Albert Dohmen, Evgeny Nikitin, Dimitry Ivashchenko, Franz-Josef Selig, Christian Elsner, Eike Wilm Schulte, Michelle DeYoung, Clemens Bieber, Tuomas Pursio, Olivia Vermeulen, Ulrike Schneider, Michael Smallwood, Timothy Fallon, Julia Borchert, Rundfunk-Sinfonieorchester Berlin, Rundfunkchor Berlin. PENTATONE PTC 5186700 (2014).
- Leoš Janácek - Mša Glagolskaja (Missa Solemnis) & Taras Bulba. Aga Mikolaj, Iris Vermillion, Stuart Neill, Arutjun Kotchinian, Iveta Apkalna, Marek Janowski, Rundfunk-Sinfonieorchester Berlin. PENTATONE PTC 5186388 (2013).
- Anton Bruckner - Messe F-Moll. Lenneke Ruiten, Iris Vermillion, Shawn Mathey, Franz Josef Selig, Stefan Parkman, Marek Janowski, Orchestre de la Suisse Romande, Rundfunkchor Berlin. PENTATONE PTC 5186501 (2013).
- Anton Bruckner - Symphony No. 2. Marek Janowski, Orchestre de la Suisse Romande. PENTATONE PTC 5186448 (2013).
- Anton Bruckner - Symphony No. 4 "Romantic". Marek Janowski, Orchestre de la Suisse Romande. PENTATONE PTC 5186450. (2013).
- Richard Wagner – Tannhäuser. Albert Dohmen, Robert Dean Smith, Christian Gerhaher, Peter Sonn, Wilhelm Schwinghammer, Michael McCown, Martin Snel, Nina Stemme, Marina Prudenskaya, Bianca Reim, Marek Janowski, Rundfunk-Sinfonieorchester Berlin, Rundfunkchor Berlin. PENTATONE PTC 5186405 (2013).
- Richard Wagner – Götterdämmerung. Marek Janowski, Matti Salminen, Lance Ryan Clinker, Petra Lang, Markus Brück, Edith Haller, Jochen Schmeckenbecher, Marina Prudenskaya, Julia Borchert, Katharina Kammerloher, Kismara Pessatti, Susanne Resmark, Christa Mayer, Jacquelyn Wagner, Rundfunk-Sinfonieorchester Berlin, Rundfunkchor Berlin. PENTATONE PTC 5186409 (2013).
- Richard Wagner – Siegfried. Marek Janowski, Anna Larsson, Tomasz Konieczny, Stephen Gould, Violeta Urmana, Matti Salminen, Jochen Schmeckenbecher, Christian Elsner, Sophie Klussmann, Rundfunk-Sinfonieorchester Berlin. PENTATONE PTC 5186408 (2013).
- Richard Wagner - Die Walküre Tomasz Konieczny, Iris Vermillion, Robert Dean Smith, Timo Riihonen, Petra Lang, Marek Janowski, Nicole Piccolini, Kismara Pessatti, Anja Fidelia Ulrich, Fionnuala McCarthy, Heike Wessels, Carola Höhn, Wilke Brummelstroete, Renate Spingler, Melanie Diener, Rundfunk-Sinfonieorchester Berlin. PENTATONE PTC 5186407 (2013).
- Richard Wagner - Das Rheingold. Marek Janowski, Tomasz Konieczny, Iris Vermillion, Günther Groisböck, Andreas Conrad, Maria Radner, Christian Elsner, Antonio Yang, Kor-Jan Dusseljee, Ricarda Merbeth, Timo Riihonen, Julia Borchert, Katharina Kammerloher, Kismara Pessatti, Jochen Schmeckenbecher, Rundfunk-Sinfonieorchester Berlin. PENTATONE PTC 5186406 (2013).
- Richard Wagner – Parsifal. Evgeny Nikitin, Dimitry Ivashchenko, Franz Josef Selig, Eike Wilm Schulte, Michelle DeYoung, Clemens Bieber, Tuomas Pursio, Olivia Vermeulen, Ulrike Schneider, Michael Smallwood, Timothy Fallon, Julia Borchert, Martina Rüping, Lani Poulson, Christian Elsner, Marek Janowski, Sophie Klussmann, Rundfunk-Sinfonieorchester Berlin, Rundfunkchor Berlin. PENTATONE PTC 5186401 (2012).
- Richard Wagner - Die Meistersinger von Nürnberg. Albert Dohmen, Georg Zeppenfeld, Michael Smallwood, Sebastian Noack, Dietrich Henschel, Tuomas Pursio, Jörg Schörner, Thomas Ebenstein, Thorsten Scharnke, Tobias Berndt, Hans-Peter Scheidegger, Lee Hyung-Wook, Robert Dean Smith, Peter Sonn, Edith Haller, Michelle Breedt, Matti Salminen, Marek Janowski, Rundfunk-Sinfonieorchester Berlin, Rundfunkchor Berlin. PENTATONE PTC 5186402 (2011).
- Richard Wagner – Lohengrin. Günther Groisböck, Klaus Florian Vogt, Annette Dasch, Gerd Grochowski, Susanne Resmark, Markus Brück, Marek Janowski, Rundfunk-Sinfonieorchester Berlin, Rundfunkchor Berlin. PENTATONE PTC 5186403 (2012).
- Richard Wagner - Tristan und Isolde. Nina Stemme, Youn Kwangchul, Johan Reuter, Michelle Breedt, Clemens Bieber, Arttu Kataja, Timothy Fallon, Marek Janowski, Stephen Gould, Simon Pauly, Rundfunk-Sinfonieorchester Berlin, Rundfunkchor Berlin. PENTATONE PTC 5186404 (2012).
- Anton Bruckner - Symphony No. 1. Marek Janowski, Orchestre de la Suisse Romande. PENTATONE PTC 5186447 (2012).
- Anton Bruckner - Symphony No. 3. Marek Janowski, Orchestre de la Suisse Romande. PENTATONE PTC 5186449 (2012).
- Richard Wagner - Der fliegende Holländer. Matti Salminen, Ricarda Merbeth, Robert Dean Smith, Silvia Hablowetz, Steve Davislim, Albert Dohmen, Marek Janowski, Rundfunk-Sinfonieorchester Berlin, Rundfunkchor Berlin. PENTATONE PTC 5186400 (2011).
- Vincent d'Indy - Camille Saint-Saëns - Ernest Chausson.  Orchestral Works. Martin Helmchen, Marek Janowski, Orchestre de la Suisse Romande. PENTATONE PTC 5186357 (2011).
- Béla Bartók - The 2 Violin Concertos. Arabella Steinbacher, Marek Janowski, Orchestre de la Suisse Romande. PENTATONE PTC 5186350 (2010).
- Hector Berlioz - Symphonie Fantastique & King Lear. Marek Janowski, Pittsburgh Symphony Orchestra. PENTATONE PTC 5186338 (2010).
- Anton Bruckner Symphony No. 7 in E major. Marek Janowski, Orchestre de la Suisse Romande. PENTATONE PTC 5186370 (2010).
- Anton Bruckner Symphony No. 8 in C minor. Marek Janowski, Orchestre de la Suisse Romande. PENTATONE PTC 5186371 (2010).
- Anton Bruckner - Symphony No. 5. Marek Janowski, Orchestre de la Suisse Romande. PENTATONE PTC 5186351 (2010).
- Johannes Brahms -  Ein deutsches Requiem. Camilla Tilling, Detlef Roth, Marek Janowski, Rundfunk-Sinfonieorchester Berlin. PENTATONE PTC 5186361 (2010).
- Richard Strauss - Alpine Symphony & Macbeth, Symphonic poem Marek Janowski, Pittsburgh Symphony Orchestra PENTATONE PTC 5186339 (2009).
- Szymanowski & Dvořák - Violin Concertos Arabella Steinbacher, Marek Janowski, Rundfunk-Sinfonieorchester Berlin, Radio Symphony Orchestra Berlin. PENTATONE PTC 5186353 (2009).
- Anton Bruckner - Symphony No.6. Marek Janowski, Orchestre de la Suisse Romande. PENTATONE PTC 5186354 (2009).
- Anton Bruckner - Symphony No. 9 in D minor. Marek Janowski, Orchestre de la Suisse Romande. PENTATONE PTC 5186030 (2008).
- Johannes Brahms - Symphony No. 4 & Hungarian Dances. Marek Janowski, Pittsburgh Symphony Orchestra. PENTATONE PTC 5186309 (2008).
- Johannes Brahms - Symphonies Nos. 2 & 3 Marek Janowski, Pittsburgh Symphony Orchestra. PENTATONE PTC 5186308 (2008).
- Johannes Brahms - Symphony No. 1 & Variations on a Theme of Haydn. Marek Janowski, Pittsburgh Symphony Orchestra. PENTATONE PTC 5186307 (2007).
- César Franck & Ernest Chausson – Symphonies. Marek Janowski, Orchestre de la Suisse Romande. PENTATONE PTC 5186078 (2006).